# Uffà! Uffà!
Uffà! Uffà! è il 6º album in studio del cantautore italiano Edoardo Bennato, pubblicato nel 1980 dalla Dischi Ricordi.

## Il disco
Pubblicato quindici giorni prima di Sono solo canzonette, di cui era stata anticipata l'uscita sul mercato, spiazza pubblico e stampa, che non si aspettavano due dischi dello stesso artista a distanza così ravvicinata. La spiegazione dell'anomala decisione dell'artista risiede nel brano Allora, avete capito o no?, che nel testo recita "Si era sempre fatto così / si era sempre fatto uno per volta... ah? / e allora?... / E allora a me mi piace due per volta!". La decisione, apparentemente azzardata, sarà vincente in virtù della consolidata popolarità del cantautore; pur vendendo maggiormente col successivo album, entrambi i dischi condivideranno i primi posti della classifica a cavallo fra primavera e estate di quell'anno, lasciando a Sono solo canzonette l'onore di risultare l'album italiano più venduto dell'anno nel Paese, il secondo in assoluto dopo The Wall dei Pink Floyd.
Questa operazione andava contro la regola non scritta che impedisce che due dischi dello stesso artista possano, per semplici logiche di mercato, vendere in misura soddisfacente nello stesso periodo, e quindi si preferisce pubblicarli a distanza ragguardevole di tempo. Anni dopo Bennato rivendicherà l'originalità e il coraggio dell'operazione, quando artisti come Bruce Springsteen (con Human Touch e Lucky Town) e i Guns N' Roses (con Use Your Illusion I e II), faranno altrettanto, suscitando lo stupore della stampa specializzata, anche se la prima in assoluto fu Mina che nel 1972 uscì col doppio 1+1 contenente i due album (venduti anche separatamente) Dalla Bussola e Altro. 
L'album, stampato in Belgio in gran segreto, è realizzato con estrema libertà creativa, con ampio respiro stilistico: passa dal canto a cappella, sulla falsariga dei cantori estemporanei, de Li belli gladioli, dove a modo suo rivela un certo manifesto programmatico, al rock and roll di Sei come un juke-box, dove ironizza sulle pressioni dei discografici stessi che costringono gli artisti a contratti capestro che per poterli onorare sono costretti a loro volta a pubblicare dischi su scadenze molto rigide e non quando questi ne sentirebbero la necessità: ironia doppia dal momento che Bennato ha fatto l'esatto opposto e di proposito! La similitudine con un juke-box, dove basta mettere una moneta (i soldi del produttore) per ascoltare la canzone (pubblicare un disco), viene realizzata con un insolito inserto sonoro che riproduce il meccanismo dei juke-box dell'epoca, dall'introduzione della moneta al contatto del pick-up con il solco.
I tre brani seguenti si distinguono soprattutto per l'ensemble dei musicisti (tutti di prim'ordine), con una attenzione al sassofono di Enzo Avitabile in Così non va Veronica, che parla proprio del desiderio di suonare lo stesso strumento mentre ci si rivolge a un personaggio femminile non meglio identificato, probabilmente anch'esso metaforico.
Le restanti tre tracce virano decisamente verso temi a sfondo politico: Restituiscimi i miei sandali si riferisce a una serie di manifestazioni realizzate a piedi nudi il cui ideatore in qualche modo rinnega, chiedendo di indossare di nuovo le calzature e quindi rivedendo le stesse idee che lo avevano spinto a manifestare, il tutto realizzato con un ritornello viscerale dopo il titolo viene urlato con foga (con una resa anche piuttosto comica) e uno scarno dispiego di strumenti, come se la richiesta non venisse esaudita e quindi questo personaggio, probabilmente pubblico, debba restare prigioniero nel bene e nel male delle proprie idee pregresse.
A Licola dal nome della omonima località della città metropolitana di Napoli, punta il dito su alcuni raduni sociali e sulla cattiva amministrazione del territorio che è anche sito archeologico di rilievo. Il finale riproduce l'effetto di un disco che si incanta, a simboleggiare la permanenza di un certo status quo.
La title track infine, impreziosita dalla partecipazione del gruppo post punk bolognese dei Gaznevada, tratta le tensioni tra l'Occidente e i paesi arabi, con estrema lucidità e un senso di rabbia che prende il posto della solita ironia, rimanendo ancora attualissima. Finisce con il rumore di uno sputo vero e proprio, che Bennato indirizza a coloro che, secondo lui, rischiano di trascinare il mondo verso una "stramaledetta terza guerra mondiale".
La copertina del disco, un disegno di Tony Esposito che raffigura Bennato, era già apparso in Dirotterotti, il volume che Bennato aveva pubblicato l'anno precedente racchiudendo alcuni scritti firmati Il professor Cono e gli spartiti delle sue canzoni e lo ritrae a forma di juke-box. Il disco fu registrato agli Stone Castle Studios di Carimate. I tecnici del suono sono Carlo Martenet, Mario Carulli, Ezio De Rosa e Mario Lovallo; i testi, le musiche e gli arrangiamenti sono di Edoardo Bennato, tranne A Licola, arrangiata da Antonio Sinagra. Tra i musicisti da citare i fratelli Avitabile e il percussionista napoletano Tony Cercola.

## Tracce
LATO A
Testi e musiche di Edoardo Bennato; edizioni musicali Cinquantacinque.
1. Li belli gladioli – 2:04
2. Sei come un juke-box – 3:41
3. Così non va, Veronica – 6:04
4. Allora, avete capito o no? – 6:19

Durata totale: 18:08
LATO B
Testi e musiche di Edoardo Bennato; edizioni musicali Cinquantacinque.
1. Che combinazione – 4:54
2. Restituiscimi i miei sandali – 4:02
3. A Licola – 5:00
4. Uffà! Uffà! (feat. Gaz Nevada) – 2:33

Durata totale: 16:29

## Formazione
- Edoardo Bennato: voce, armonica, chitarra
- Tony Di Mauro: chitarra
- Ernesto Vitolo: pianoforte
- Lucio Bardi: chitarra
- Paolo Donnarumma: basso
- Ellade Bandini: batteria
- Claudio Bazzari: chitarra
- Andrea Tosi: fisarmonica
- Tony Cercola: percussioni
- Rino Avitabile: basso (in Che combinazione)
- Alfredo Golino: batteria (in A Licola)
- Gianmaria Berlendis: violino
- Enzo Avitabile: sassofono baritono, sassofono tenore
- Attilio Casiero: mandolino
- Lella Esposito, Julie Scott, Wanda Radicchi, Pino Ferro, Umberto Calice, Urbano Miserocchi, Silvio Pozzoli: cori
- Gaznevada: musicisti in Uffà! Uffà!